# 刘眷
刘眷（？—385年），鮮卑名頭眷，代人，北魏道武帝拓跋珪宣穆皇后劉贵人之父亲。

## 生平
刘眷是独孤部刘库仁的弟弟，兄长被慕容文杀害後，继摄国事。与前秦并州刺史张蚝大破白部大人系佛。刘眷又在善无大破贺兰部，又在意亲山大破柔然蠕蠕别帅胏渥，获牛羊数十万头。
刘眷第二子刘罗辰，性机警，有智谋，对刘眷说：“堂兄刘显（刘库仁之子），残忍的人，应该早除。”刘眷不以为意。其后，在牛川放牧，刘显杀刘眷而立。刘罗辰率骑兵投奔拓跋珪。

## 家族

### 曾祖父
- 刘去卑，匈奴右贤王。

### 祖父
- 刘猛，匈奴右贤王。

### 父
- 刘路孤，创立匈奴独孤部。

### 哥哥
- 刘库仁，独孤部人。十六国时期代国、前秦名将。

### 子
- 刘罗辰，刘眷次子。

### 女
- 劉贵人，魏道武帝拓跋珪宣穆皇后，魏明元帝拓跋嗣的母亲。
- 刘氏，拓跋遵妻。